# 陈民藩
陈民藩（1935年12月—），男，汉族，福建连江人，中国中医学家，福建中医药大学附属人民医院主任医师，教授。第四届国医大师。